# استیلز
استیلز(به انگلیسی: The Stills)، یک گروه راک کانادایی از مونترال، کبک بود که در سال ۲۰۰۰ تشکیل شد و در سال ۲۰۱۱ منحل گردید.

## تاریخچه شکل‌گیری
ترکیب اصلی گروه شامل تیم فلچر خواننده و گیتاریست اصلی، گریگوری پاکت گیتاریست، اولیویه کوربیل نوازنده بیس و دیو هملین درامر بود. اعضای گروه از سن ۱۲ سالگی یکدیگر را می‌شناختند و قبل از تشکیل استیلز در گروه‌های مختلفی از جمله Chinatown , Amentum, و The Undercovers به فعالیت می‌پرداختند.
ئی پی آنها با نام، Rememberese ، در ۱۷ ژوئن ۲۰۰۳ منتشر شد. پس از آن اولین آلبوم آنها منتشر شد. که توسط گاس ون گو تولید شدند. اولین آلبوم گروه با نام Logic Will Break Your Heart در ۲۱ اکتبر ۲۰۰۳ در آمریکای شمالی و در ۲۳ فوریه ۲۰۰۴ در بریتانیا منتشر شد که شامل تک آهنگ‌های "Lola Stars and Stripes", "Changes Are No Good" و "Still in Love Song" بود. گاس ون گو در تولید آن نیز مشارکت داشت. این آلبوم تحسین منتقدان را برانگیخت همچنین با گروه‌های اینترپل و اکو و بانیمن مقایسه شد و آل موزیک به «مناظر صوتی پست-پانک و آرت راک» آلبوم اشاره داشت.
در طول فعالیت، گروه شاهد دچار تغییرات بسیاری در ساختار خود بوده‌است.
دومین آلبوم گروه با نام Without Feathers، در ۹ مه ۲۰۰۶  منتشر گردید.
تغییری متمایز در سبک خود داشت. از احیای پست پانک تحت تأثیر دهه ۱۹۸۰ به یک سبکی شادتر و آمریکن محور، که Pitchfork آن را «شاد و صمیمانه» نامید.
گروه اجرایی حمایتی با کینگز آو لئون در تور بهاری در بریتانیا در سال ۲۰۰۷ داشت
آنها با Arts &amp; Crafts سومین آلبوم خود را با نام Oceans Will Rise که در ۱۹ اوت ۲۰۰۸ منتشر کرد. منتقدان خاطرنشان کردند که این آلبوم «صدای خوش دهه ۱۹۸۰ را که برای اولین بار مورد توجه آنها قرار گرفت، با تلاش‌های سخاوتمندانه سال دومشان تطبیق داد».
در ۲۰ ژوئیه ۲۰۰۸، استیلز در شهر کبک به مناسبت ۴۰۰ سالگی شهر با حضور پل مک کارتنی به روی صحنه رفت. در ۷ فوریه ۲۰۰۹، آنها در میدان ناتان فیلیپس به عنوان بخشی از جشنواره WinterCity تورنتو اجرایی داشتند و دوباره در مارس ۲۰۰۹ در تور استرالیا و نیوزلند خود اجرایی مشترک با گروه کینگز آو لئون داشتند.
در ۲۸ مارس ۲۰۰۹، گروه موفق به کسب دو جایزه جونو (جوایز موسیقی کانادا) را برای آلبوم خود Oceans Will Rise در بخش‌های بهترین گروه جدید و بهترین آلبوم آلترنتیو شد.
در ۲۹ آوریل ۲۰۱۰، گروه اعلام کرد که پاکت دوباره به گروه ملحق می‌شود و هملین در حال بازگشت به پست درامز است.

## اعضا
- تیم فلچر – گیتار، خواننده اصلی (۲۰۰۰–۲۰۱۱)
- گرگ پاکت – گیتار (۲۰۰۰–۲۰۰۵، ۲۰۱۰–۲۰۱۱)
- اولیویه کوربیل (معروف به الیور کرو) – گیتار بیس، همخوان (۲۰۰۰–۲۰۱۱)
- دیو هملین – درام، خواننده اصلی، گیتار (۲۰۰۰ –۲۰۱۱)
- لیام اونیل – کیبورد، همخوان، درام (۲۰۰۵–۲۰۱۱)
- جولین بلیز – درام (۲۰۰۵–۲۰۱۰)

## ترانه‌شناسی

### آلبوم‌ها
| سال                                                    | جزئیات آلبوم                                                                 | موقعیت‌های نمودار | موقعیت‌های نمودار |
| سال                                                    | جزئیات آلبوم                                                                 | US Heat          | US Indie         |
| ------------------------------------------------------ | ---------------------------------------------------------------------------- | ---------------- | ---------------- |
| ۲۰۰۳                                                   | منطق قلب شما را خواهد شکست - تاریخ انتشار: ۲۱ اکتبر ۲۰۰۳ - ناشر: وایس رکوردز | -                | ۳۹               |
| ۲۰۰۶                                                   | بدون پر - تاریخ انتشار: ۹ مه ۲۰۰۶ - ناشر: وایس رکوردز ،دراوند این ساوند      | ۶                | ۱۸               |
| ۲۰۰۸                                                   | اقیانوس‌ها طلوع خواهند کرد - تاریخ انتشار: ۱۹ اوت ۲۰۰۸ - ناشر: Arts & Crafts  | ۱۷               | -                |
| «—» نشان‌دهنده نسخه‌هایی است که در نمودار قرار نگرفته‌اند |                                                                              |                  |                  |

### تک آهنگ‌ها
- "Lola Stars and Stripes" (۲۰۰۴،وایس رکوردز/۶۷۹ آرتیستز)
- "تغییرات خوب نیستند" (۲۰۰۴، وایس رکوردز/۶۷۹ آرتیستز)
- "هنوز عاشق آهنگ" (۲۰۰۴، وایس رکوردز /۶۷۹ آرتیستز)
- تبلیغ "در آغاز" (۲۰۰۶، وایس رکوردز)
- تبلیغی "نابودگر" (۲۰۰۶، دراوند این ساوند)
- هلیکوپترها (۲۰۰۷، دراوند این ساوند)
- «اینجا بودن» (۲۰۰۸، آرت اند کرفتز)
- «حرف نزن» (۲۰۰۸، آرت اند کرفتز)
- "من با تو هستم" (۲۰۰۹، آرت اند کرفتز)